# Laßnitzhöhe
Laßnitzhöhe osztrák község Stájerország Graz-környéki járásában. 2017 januárjában 2719 lakosa volt.

## Elhelyezkedése

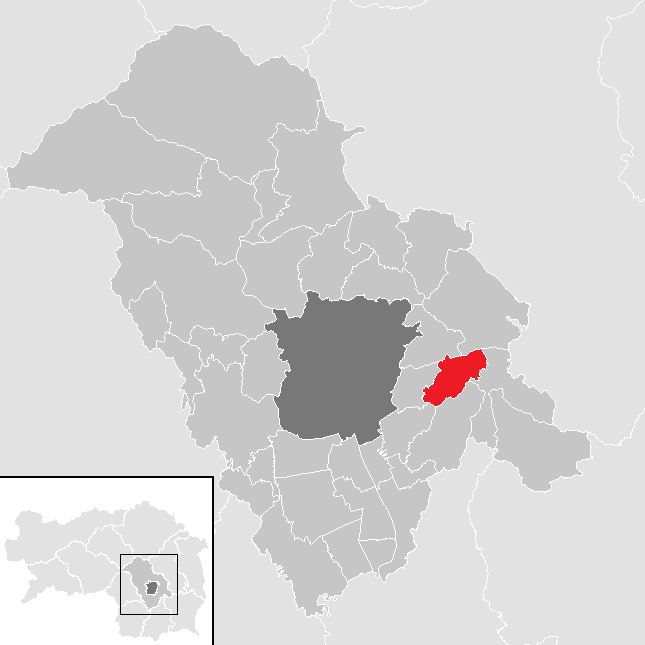
Laßnitzhöhe a Graz-környéki járásban

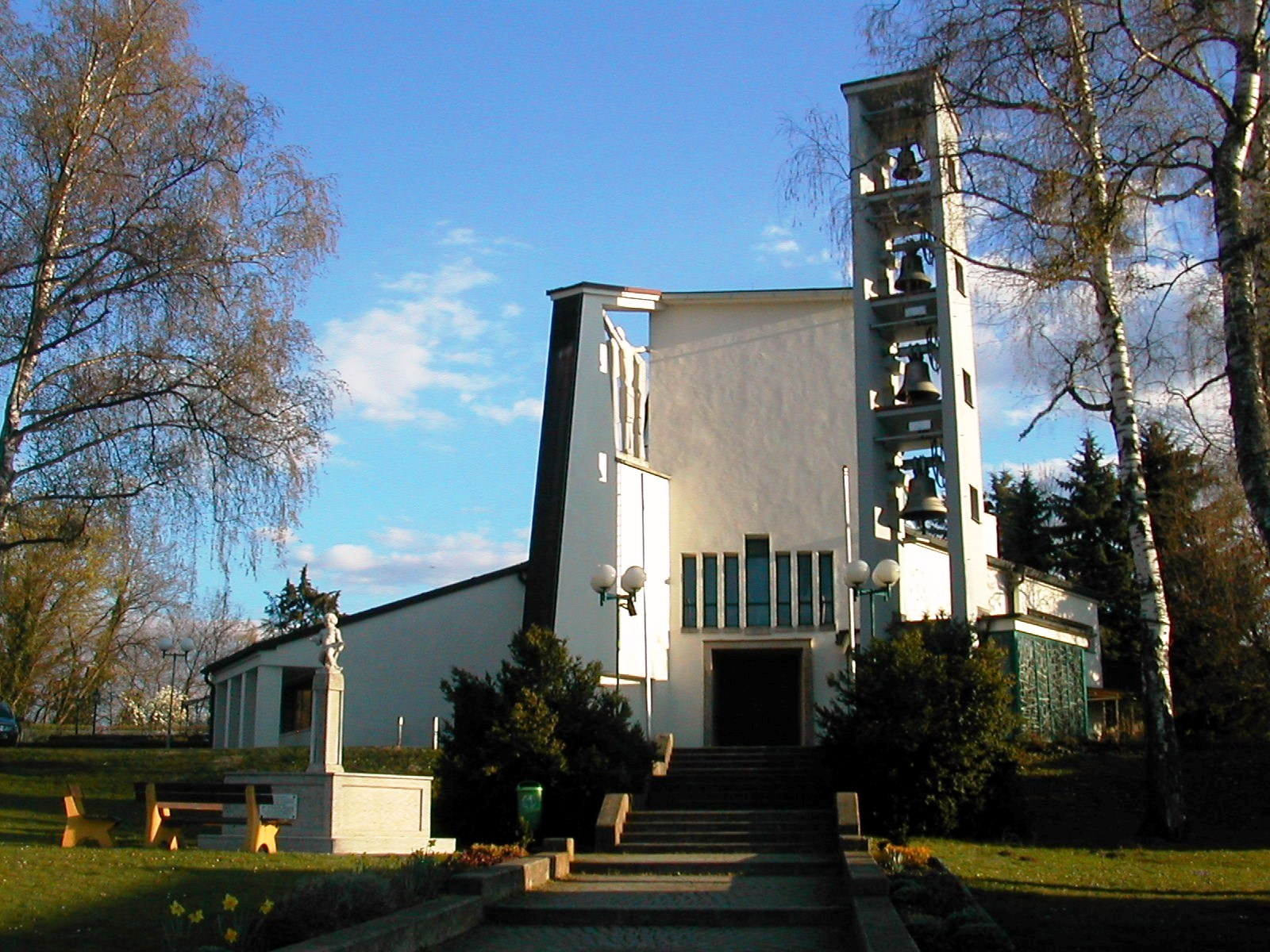
A Krisztus születése-plébániatemplom

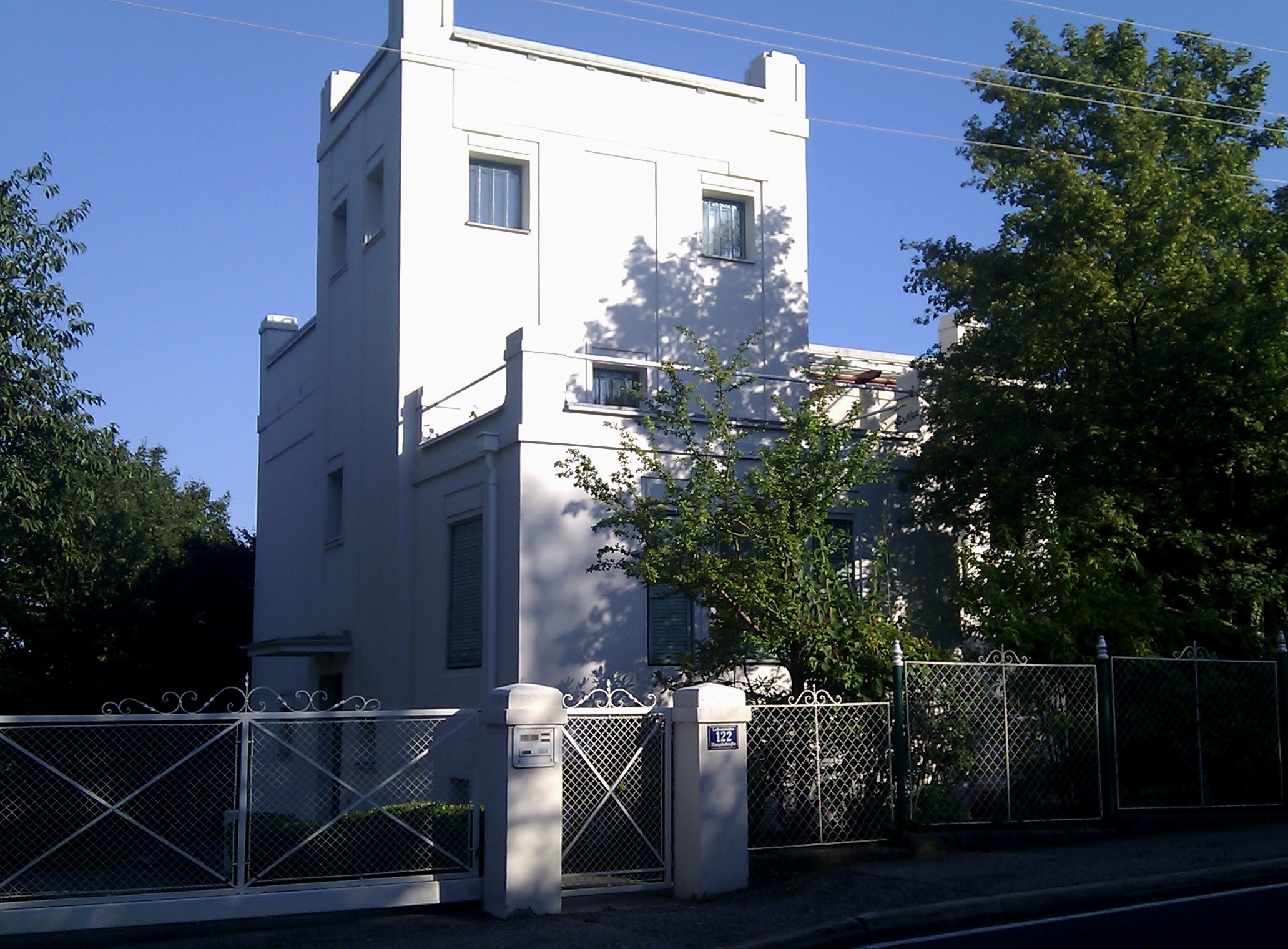
A Villa Lug ins Land

Laßnitzhöhe a Kelet-stájerországi dombság nyugati peremén fekszik, kb. 10 km-re keletre Graztól. Legmagasabb pontja az 556 méteres Buckelberg. Területén ered a Laßnitz, amely kelet felé a Rabnitzen keresztül a Rábába ömlik; a Raababach viszont nyugatra, a Mura felé tart. Az önkormányzat Autal, Krachelberg, Moggau, Rastbühel, Wöbling és Oberlaßnitz településeket egyesíti.
A környező önkormányzatok: északkeletre Eggersdorf bei Graz, délkeletre Nestelbach bei Graz, délre Vasoldsberg, délnyugatra Raaba-Grambach, nyugatra Hart bei Graz, északnyugatra Kainbach bei Graz.

## Története
A Laßnitz szláv eredetű szó, az erdei patakot jelentő "lieznica"-ból származik. A község területe viszonylag később népesült be, míg a keletstájer dombság nagy részén már a 12. század első felében számos falu létezett, ide csak a század vége felé érkeztek telepesek.
A 16. században öröklés révén a Teuton lovagrend szerezte az itteni földbirtokok jelentős részét és egészen 1848-ig, a feudális birtokrendszer felbomlásáig meg is tartotta ezt az akkor Wöblingnek nevezett területet.
Az 1848-as forradalom után modernizálták a helyhatóságokat és megalakultak a helyi községi tanácsok. Laßnitzhöhe nagyközség a mai formájában 1951-ben jött létre több község összeolvasztásával.
A 19. század végén Günther Huber grazi orvos Laßnitzhöhében létesített egy pihenőhelyet páciensei számára. 1901-ben ezt modern szanatóriummá fejlesztették tovább "minden fajtájú idegbetegség számára". Laßnitzhöhét 1929-ben hivatalosan éghajlati gyógyüdülőhellyé nyilvánították. A volt szanatórium a renoválás után ma Ausztria egyik legmodernebb magánklinikája.

## Lakosság
A laßnitzhöhei önkormányzat területén 2017 januárjában 2719 fő élt. A lakosságszám 1890 óta gyarapodó tendenciát mutat. 2015-ben a helybeliek 93,4%-a volt osztrák állampolgár; a külföldiek közül 2,1% a régi (2004 előtti), 3,6% az új EU-tagállamokból érkezett. 2001-ben a lakosok 82,9%-a római katolikusnak, 4,5% evangélikusnak, 10,5% pedig felekezet nélkülinek vallotta magát. Ugyanekkor 15 magyar élt a községben. A német mellett a legnagyobb nemzetiségi csoportot a horvátok alkották 1,3%-kal.

## Látnivalók
- az 1960-as években épült, modern Krisztus születése-plébániatemplom
- Autal 1933-ban épült Krisztus király-temploma
- Annenheim, a legrégebbi laßnitzhöhei villa
- az 1905-ben épült szecessziós Villa Lug ins Land

## Fordítás
- Ez a szócikk részben vagy egészben  a   Laßnitzhöhe című német Wikipédia-szócikk ezen változatának fordításán alapul.  Az eredeti cikk szerkesztőit annak laptörténete sorolja fel. Ez a jelzés csupán a megfogalmazás eredetét és a szerzői jogokat jelzi, nem szolgál a cikkben szereplő információk forrásmegjelöléseként.